# 南翔太
南 翔太（みなみ しょうた、1982年3月27日 - ）は、日本の俳優。愛知県幡豆郡幡豆町（現・西尾市）出身。芸映所属。身長177cm、体重60kg。愛知県立吉良高等学校、愛知学院大学卒業。

## 略歴
大学3年生のとき、小説『深夜特急』に影響されて海外旅行へ出向く。貧しい国を旅し、そこで出会った人々に笑顔を届けたいと思い俳優を志す。
2005年、舞台『秘密の花園』でデビュー。2007年、『ウルトラギャラクシー大怪獣バトル』の主演・レイ / レイモン役を務める。
2011年9月9日、ウルトラシリーズの楽曲を歌うユニット・voyagerのスペシャル・クルーとして、東京ドーム『ウルトラマンナイター』のパフォーマンスでメンバーデビュー。
2012年6月、オフィスASOBOから芸映へ移籍。同月にタイ・マレーシアでのウルトライベントに参加。俳優を志すきっかけとなったタイでのステージ、そしてウルトラライブショー初上陸のマレーシアでのステージを披露した。
2012年より地元西尾市の西尾の抹茶PR大使、はずストーンカップチャレンジレースの顔「Mr.STONECUP」を務め、2013年より西尾市観光親善大使に任命される。
2019年9月、「東京やんちゃボーイズ」リーダーとしてバンドデビュー。ベースを担当。
2020年6月9日、映画制作会社「㈱Shibuya Cinema  Tokyo」設立。代表取締役社長を務める。

## 人物
趣味は野球、卓球。舞台『三億円少女』の役作りで初めて取り組んだギターをその後も続け、イベントでバンド演奏や弾き語りを披露する。
『ウルトラマン』に登場したジャミラの不運な最後を哀れみ、今後『ウルトラギャラクシー大怪獣バトル NEVER ENDING ODYSSEY』の続編がある場合、ジャミラをパートナー怪獣にし更生させたい」と推薦している。この希望は『ファミリー劇場presents クリスマスパーティー2010』のステージ中で、レイがジャミラの心を救い、ネオバトルナイザーの中で体の傷も癒す形で実現された。
座右の銘は「ポジティブ&ハッピー&スマイル」。自身のファンクラブ（解散）の名称にも「p.h.s」として使用している。このファンクラブのロゴマークは『ウルトラギャラクシー大怪獣バトル NEVER ENDING ODYSSEY』で共演した唐橋充がデザインした。

## 出演

### テレビドラマ
- プリンセス・プリンセスD（2006年、テレビ朝日） - 越廼将行 役
- ウルトラギャラクシー大怪獣バトル（2007年 - 2008年、BS11デジタル） - 主演・レイ / レイモン 役
- ウルトラギャラクシー大怪獣バトル NEVER ENDING ODYSSEY（2008年 - 2009年、BS11デジタル） - 主演・レイ / レイモン 役
- 中学生日記（2010年、NHK教育） - 原翔太 役
- ウルトラマン列伝 第57 - 61話（2012年8月1日 - 29日、テレビ東京） - レイ（ナビゲーター） 役
- 黄金鯱伝説グランスピアー 2ndシーズン（2014年、東海テレビ） - 名古屋ジョー 役
- ワカコ酒 Season2 第9話（2016年3月4日、BSジャパン） - 中原 役
- AKBラブナイト 恋工場 第31話「見知らぬ婚約者」（2016年8月10日、テレビ朝日） - 直人 役
- 就活家族〜きっと、うまくいく〜 第1 - 4話（2017年1月12日 - 2月2日、テレビ朝日） - バーテンダーしょうちゃん 役
- 第一回ピクシブ文芸大賞 大賞受賞作品 新世代サスペンス「Q&A」（2018年3月24日、テレビ朝日） - G鑑識 役
- 日曜THEリアル！「陛下と雅子さま 知られざる笑顔の物語」（2019年11月10日、フジテレビ） - 栗島陽平 役
- テッパチ!（2022年、フジテレビ） - 松本教官 役
- 旅人検視官 道場修作 第3弾 鹿児島県・指宿温泉殺人事件（2024年12月7日、BS日テレ） - 松本健一 役[12]

### 映画
- 大怪獣バトル ウルトラ銀河伝説 THE MOVIE（2009年） - 主演・レイ / レイモン 役
- ハッピーネガティブマリッジ Part1,Part2（2014年） - 朝倉真一 役
- 西尾市民映画「オシニ 石がつなげる人と町の物語」（2015年） - オシニンジャーX黒 役
- 一瞬と永遠（2015年） - 松坂プロデューサー 役
- オシニンジャーX （2016年） - 主演・オシニンジャーX黒 役
- Hide Behind（2017年） - 主演・龍生 役
- オシニンジャーX エピソードゼロ（2018年） - オシニンジャーX黒 役
- にしお市民映画「月を見上げる」（2022年） -  斎藤征治 役
- 超伝合体ゴッドヒコザ（2022年8月） - 一心芳樹 役
- TOKYO yancha BOYS episode1 departure（2022年10月） - 主演・ショータ 役[10]
- 狼 ラストスタントマン（2022年12月23日公開） - 主演・星アキラ 役
- 神と恩送り、（2025年9月5日公開予定） - 一十百 役[13]

### ラジオ
- ZIP-FM「MIDNIGHT RUNWAY」（2022年4月～） レギュラーナビゲーター

### WEBドラマ
- 渋谷ボーイズスクランブル（2019年、LINE LIVE） - 夜久 役

### オリジナルビデオ
- ウルトラ銀河伝説外伝 ウルトラマンゼロVSダークロプスゼロ（2010年） - 主演・レイ、別次元のレイ / 別次元のレイモン 役
- ウルトラマンゼロ外伝 キラー ザ ビートスター（2011年） - 主演・レイ 役
- 電エースハウス（2021年） - 主演・電五十一郎 役

### 舞台
- 秘密の花園（2005年）
- Switch!（2005年） - 原田左之助 / 松尾兼敏 役
- LIVEACT vol.1（2006年）
- SASUKE（2006年） - 風魔三郎太 役
- 巌流島GANG（2007年） - 武蔵 役
- ACT LEAGUE（2007 - 2008年）
- THE REDFACE 爾汝の社（2008年） - メジロ 役
- HAKANA（2008年）
- お〜い!竜馬 青春篇 ザ・ファイナル（2008年）
- ウルトラマンフェスティバル×ウルトラギャラクシー大怪獣バトルスペシャルライブステージ（2009年1月10日 - 12日、横浜BLITS） - レイ 役
- 音楽舞闘会 黒執事 〜その執事、友好〜（2009年） - フィニアン 役
- ウルトラマンプレミアステージ3「希望の光」（2009年5月2日 - 5日、中日劇場） - レイ / レイモン 役
- ウルトラヒーローバトル劇場! 第13弾!!（2010年4月3日 - 4日、銀座博品館劇場） - レイ 役
- ミュージカル「黒執事 -The Most Beautiful DEATH in The World- 千の魂と堕ちた死神」（2010年） - フィニアン 役
- ウルトラマンレジェンドステージ2010（2010年6月5日・6日、八尾プリズムホール） - レイ 役
- 劇団キリン食堂 第7回公演「CM TIME 2」（2010年6月12日 - 20日、俳優座劇場） - ケンジ 役
- 劇団たいしゅう小説家Present's演劇集団スプートニク公演「OH MY ゴースト!!」（2010年8月24日 - 29日、中野ザ・ポケット） - ワタル 役
- 劇団ゲキハロ 第9回公演「三億円少女」（2010年9月 - 10月、サンシャイン劇場 / シアターBRAVA!） - 不知火純弥 役
- ウルトラヒーローバトル劇場! 第14弾!! 似て非なるもの…（2010年10月9日 - 11日、銀座博品館劇場） - レイ 役
- ファミリー劇場PRESENTS「クリスマスパーティー2010」（2010年11月28日、原宿クエストホール） - レイ 役
- チョコレートガールズ2 〜チョコレートガールズVSアズキガールズ〜（2011年2月9日 - 14日、前進座劇場） - 柴田先輩 役
- ナノスクエア「うそつきと呼ばないで」（2011年3月13日、元麻布ギャラリー） - ゲスト出演
- ウルトラマンプレミア2011（2011年5月1日 - 5日、中日劇場 / 9月23日 - 25日、日本青年館 / 12月23日 - 25日、新歌舞伎座） - レイ / レイモン 役
- THE 黒帯「ガクラン」（2011年5月12日、テアトルBONBON） - ゲスト出演
- GEI-EIプロデュースVol.1「ミチヲカケル」（2011年6月23日 - 26日、シアターグリーンBIG TREE THEATER） - カケル 役
- ウルトラマンライブ2011（2011年7月9日、名古屋市公会堂 / 8月6日、神奈川県民ホール / 9月25日、新潟テルサ） - レイ 役
- 劇団たいしゅう小説家Present's ai-kata公演「FLY to The MOON!」（2011年10月21日 - 30日、萬劇場） - サトシ 役
- ウルトラマンスターライトステージ（2011年11月3日、岐阜神岡 船津座） - レイ 役
- 大人の麦茶 第十八杯目公演「1974」（2011年12月14日 - 18日、紀伊国屋サザンシアター） - 三島征夫 役
- IOH produce landropePROJECT第2弾「オカメひょっとこぶんぶく茶釜」（2012年3月28日 - 4月8日、シアター711） - 花咲じゅん 役
- 闇の皇太子（2012年10月17日 - 21日、上野ストアハウス） - 役小角 役
- ウルトラマンリーチザスカイステージ（2012年12月2日、岩手石巻 遊楽館） - レイ 役
- ソラリネ。#05「オートロックロックナット」（2012年12月19日、エコー劇場） - 漱石 役（ゲスト出演）
- 劇団アボガドカフェ 第二期第一回公演「ペイントマン -Tsunagi's finish a false with a coat-」（2013年3月7日 - 10日、シアターモリエール） - クラモチマサキ 役
- 劇団アボガドカフェ 第二期第二回公演「新カフェマン -please call me apron boy-」（2013年5月9日 - 12日、築地本願寺ブティストホール） - 井原勝 役
- 劇団たいしゅう小説家公演Present's「The Door 2 〜Farewell〜」（2013年6月15日 - 23日、萬劇場） - 矢吹進 役
- 劇団アボガドカフェ 第二期第三回公演「リベンジマン -AN INCORRECT STATEMENT MAY TURN OUT TO BE CORRECT IN THE END SUIT-」（2013年7月11日 - 14日、シアターモリエール） - 里美南太郎 役
- 独りぼっちの地球人 feat.ULTRASEVEN（2013年9月12日 - 16日、円谷プロダクション） - 藤宮貢 役
- 真里亜〜その愛の果てに〜（2013年10月26日・27日、御殿場市民会館） - 海老塚恭平 役
- GEI-EIプロデュースVol.3「ティラノ」（2013年11月21日 - 24日、シアターグリーンBIG TREE THEATER） - 工藤守 役
- 合同会社シザーブリッツ 第六回公演「グッドファーザー」（2014年1月21日 - 26日、サンモールスタジオ） - 主演・黒龍辰樹 役
- レトロゲームシアター 第二回公演「スペランカー」（2014年2月19日 - 23日、上野ストアハウス） - オーウェン 役
- 演劇ユニットレッドカンパニーNIGHTシリーズvol.1リーディングライブ「星が見えるかい」（2014年3月19日、鯛カフェ） - 和真 役
- Dance×Act Live Vol.2「RAIN」（2014年4月16日 - 20日、中野ザ・ポケット） - 主演・水木 役
- 人狼の王子様 2nd season（2014年5月3日・6日、上野ストアハウス） - レオン王子 役
- BIG MOUTH CHICKEN PRODUCE「NEVER SAY NEVER and...月が綺麗だから」（2014年7月10日 - 13日、築地本願寺ブディストホール） - 主演・ボーア 役
- ワイアールジャパン「明日の天使たちへ」（2014年8月6日 - 10日、中野テアトルBONBON） - 主演・並木浩介 役
- K.B.S.Project 超スポ魂合唱コメディ「SING!!-The TAKT of MAGIC-」（2014年9月11日 - 15日、シアターグリーンBIG TREE THEATER / 9月27日・28日、梅田：HEP HALL） - 赤比良瞬 役
- ワイアールジャパン「天国ノ手前ギフトカウンター」（2014年10月9日 - 12日、シアターブラッツ） - 主演・テンマ 役
- ワイアールジャパン「ドドスカドン」（2014年10月29日 - 11月3日、シアターブラッツ） - 主演・宮田浩一 役
- 合同会社シザーブリッツ「男・オブ・スティール」（2014年12月9日 - 14日、上野ストアハウス） - 主演・天堂丈司 役
- SPIRAL CHARIOTS 11th「HATTORI半蔵」（2015年1月21日 - 25日、築地本願寺ブディストホール） - 伊賀ゲンノシン 役
- 劇団たいしゅう小説家Present's「〜宝や旅館〜 げんせんじゃ〜2015」（2015年5月2日 - 6日、萬劇場） - 主演・湯ノ元勇作 役
- 100点un・チョイス！第2回公演「ひまわり」（2015年7月29日 - 8月2日、中目黒キンケロ・シアター） - 川端浩太 役
- 西尾市文化事業「桃太郎狂言記」（2015年9月5日、西尾市文化会館小ホール） - 太助 役
- SPIRAL CHARIOTS 12th「mistake-カルミア島殺人事件-」（2015年9月11日 - 13日、ウッディシアター中目黒） - 主演・佐藤大和 役
- 茶柱日和「ラブ☆ガチャ2。〜新ラブ＋ガチャガチャ〜」（2015年10月6日 - 12日、シアターグリーン BASE THEATER） - 深沢和也 役
- 順風男女コント公演「東名人間現る!!」（2015年12月8日 - 13日、下北沢OFFOFFシアター / 2015年12月19日・20日、伏見G/PIT） - 勢一 役
- 劇団たいしゅう小説家Present's「草葉の陰でネタを書く。」（2016年2月3日 - 7日、池袋あうるすぽっと） - 中島直樹 役
- ナイスコンプレックスN24「キミが読む物語」（2016年2月24日 - 29日、池袋あうるすぽっと） - 山内直人 役
- SPIRAL CHARIOTS 14th「HATTORI半蔵II」（2016年3月9日 - 13日、築地本願寺ブディストホール） - 猿飛サスケ 役
- バードランドミュージックエンタテインメント「チェリーボーイズ」（2016年4月13日 - 17日、銀座博品館劇場） - 石ノ森大輔 役
- 劇団たいしゅう小説家Present's「サギムスメ」（2016年6月29日 - 7月3日、萬劇場） - 松浪昌太郎 役
- SPIRAL CHARIOTS 15th「カベパターン」（2016年8月16日 - 21日、下北沢小劇場「楽園」） - 主演・亜上玄太 役
- 魔界（2016年9月7日、新宿FACE） - 賀茂光栄 役
- ELIZA イライザ〜深海にひそむ初恋〜（2016年12月14日 - 20日、中目黒キンケロ・シアター） - 新藤 役
- Anita Inner World Evolution 番外編（2017年1月19日 - 29日、CBGKシブゲキ!! / 2月1日 - 3日、広島市東区民文化センター / 2月6日・7日、県民共済みらいホール） - 下級天使オズワルド / カニエラ 役
- SPIRAL CHARIOTS 16th「HATTORI半蔵III」（2017年2月28日 - 3月5日、六行会ホール） - 百地トグサ 役
- 劇団たいしゅう小説家15周年記念公演第3弾「スイートホーム 〜毎日ほっこりしてますか?」（2017年3月22日 - 26日、萬劇場） - 如月トシキ 役
- A．R．P4月公演「ザ・オールドボーイズ」（2017年4月13日 - 16日、座・高円寺2） - 主演・森田よしゆき 役
- TOKISHIRAZ公演「かけおち」（2017年8月1日 - 6日、中野ザ・ポケット） - 早乙女 役
- 夫婦漫才（2017年11月6日 - 18日、博多座 / 11月22日・23日、大阪新歌舞伎座 / 11月29日 - 12月4日、東京：シアター1010） - 青年時代の伸郎 / 横山正春 役
- SPIRAL CHARIOTS 18th「レンタヒーロー」（2018年1月17日 - 21日、六行会ホール） - ウルサラマン 役
- img Act1「The Entertainer ～新しき旗～」（2018年3月1日 - 5日、シアターグリーンBIG TREE THEATER） - 演人 役
- FREE(S)「ピアノのある街」（2018年7月19日 - 22日、ラゾーナ川崎プラザソル） - 雅也 役
- 稲村梓プロデュース・サンモールスタジオ提携公演「売春捜査官-熱海殺人事件-」（2018年8月7日 - 12日、サンモールスタジオ） - 大山金太郎 役
- Orega Presents Vol.01「－初恋2018」（2018年9月27日 - 10月4日、東京芸術劇場シアターウエスト / 10月12日、金沢：北國新聞赤羽ホール / 10月13日、滋賀：ひこね市文化プラザグランドホール / 10月15日、神奈川：横浜市磯子区民文化センター杉田劇場 / 10月26日、愛知：豊川市文化会館大ホール） - 真田徹 役
- 気晴らしBOYZ特別公演「イケオジ～the midlife short comedies～」（11月27日 - 12月2日、赤坂RED/THEATER） - 南くん、鈴木、中村 役
- ゴールデンアックス（2018年12月19日 - 24日、築地本願寺ブディストホール） - エゴ・イル・シープ 役
- 夫婦漫才（再演）（2019年2月8日 - 17日、明治座 / 20日 - 26日、大阪新歌舞伎座 / 3月3日、一関文化センター / 3月5日、荘銀タクト鶴岡 / 3月7日、東京エレクトロンホール宮城 / 3月12日、札幌わくわくホリデーホール / 3月15日、リンクステーションホール青森） - 青年時代の伸郎 / 横山正春 役
- 信長の野望・大志 夢幻～本能寺の変～（2019年5月18日、戸田市文化会館 / 5月21日 - 26日、シアター1010） - 松永久秀 役
- ことのはBOX「歌姫」（2019年9月5日 - 8日、中目黒キンケロシアター） - 主演・四万十太郎 役
- 信長の野望・大志 -零- 桶狭間前夜～兄弟相克編～（2019年11月14日 - 20日、かめありリリオホール / 11月23日、日本特殊陶業市民会館ビレッジホール） - 松永久秀 役
- Inner World Evolution Ⅳ 番外編（2019年11月28日 - 12月2日、日経ホール / 12月5日 - 7日、広島市西区民文化センター） - 中級天使オズワルド 役
- 信長の野望・大志 ～最終章～群雄割拠関ケ原（2021年7月23日 - 25日、かめありリリオホール） - 松永久秀 役
- LOGOTyPE produce「クロノス」（2021年10月6日 - 10日、中目黒キンケロシアター） -主演・吹原和彦 役
- 三十郎大活劇（2022年4月2日 - 17日、新国立劇場中劇場 / 4月23日 - 24日、COOL JAPAN PARK OSAKA WWホール） - 岡田雪彦 役

### その他のテレビ番組
- レディス4（2010年、テレビ東京) - 準レギュラー

### ドラマCD
- 笑わない人魚（2009年） - 太田 役

### CM
- 拓人「スクールIE」（2007年）
- FUJIFILM X-53 HANDS ON vol.7 ～Sallu×X-53～（2018年）
- LIXILリフォームショップ「幸せがしあわせを呼ぶリフォームショップ」（2018年、LIXIL）
- ファミリーマート「ファミペイ」（2021年）

## 演出作品

### 舞台
- ヒロエマネジメント＆ワイアールジャパンPRESENTS「ヒカケン〜非科学的超常現象研究会のなんでもない1日〜」（2015年4月8日 - 12日、中野テアトルBONBON）
- AUBE GIRL’S STAGE第2回公演「ざわつくから叫んでみたんだ」（2016年10月15日 - 23日、GEKI地下Liberty）

## LIVE（東京やんちゃボーイズ）
- 「東京やんちゃBASE vol.1」（2019年、cafe&bar FLAKE）
- ゲスト「加藤ヒロ CONCERT TOUR 2019-2020 スタートライン」（2020年、青山 月見ル君想フ）
- ゲスト「たかし祭り!!!」（2020年、神田 THE SHOJIMALU）
- 「やんちゃで行こう！～THE LIVE～」（2021年、神田 THE SHOJIMALU）

## 音楽作品（voyager）

### CD
- キラメク未来（2011年）カップリング曲「ウルトラ スマイル!!」
- ウルトラマンゼロ外伝キラーザビートスター／オリジナルサウンドトラック（2011年）収録「すすめ！ウルトラマンゼロ」
- 「Rising High」（2012年）
- 「勇気のタマゴ／奴らがウルティメイトフォースゼロ！」（2013年）
- アルバム「ULTRAGALAXY」（2014年）

## 書籍

### 写真集
- プリンセス・プリンセスD（2006年、新書館）

### 連載
- 三河新報「西尾からの笑顔」（2012年[14] - ）